# Lijst van voetbalinterlands Schotland - Slovenië
Deze lijst van voetbalinterlands is een overzicht van alle officiële voetbalwedstrijden tussen de nationale teams van Schotland en Slovenië. De landen speelden tot op heden vijf keer tegen elkaar. De eerste ontmoeting, een kwalificatiewedstrijd voor het Wereldkampioenschap voetbal 2006, werd gespeeld in Glasgow op 8 september 2004. Het laatste duel, een kwalificatiewedstrijd voor het Wereldkampioenschap voetbal 2018, vond plaats op 8 oktober 2017 in Ljubljana.

## Wedstrijden
| № | Plaats    | Datum            | Competitie           | Wedstrijd            | Uitslag |
| - | --------- | ---------------- | -------------------- | -------------------- | ------- |
| 1 | Glasgow   | 8 september 2004 | WK 2006 kwalificatie | Schotland – Slovenië | 0 – 0   |
| 2 | Celje     | 12 oktober 2005  | WK 2006 kwalificatie | Slovenië – Schotland | 0 – 3   |
| 3 | Koper     | 29 februari 2012 | Vriendschappelijk    | Slovenië – Schotland | 1 – 1   |
| 4 | Glasgow   | 26 maart 2017    | WK 2018 kwalificatie | Schotland – Slovenië | 1 – 0   |
| 5 | Ljubljana | 8 oktober 2017   | WK 2018 kwalificatie | Slovenië − Schotland | 2 − 2   |

## Samenvatting
| Competitie        | Totaal gespeeld | Winst Schotland | Gelijk | Winst Slovenië | Doelsaldo Schotland – Slovenië |
| ----------------- | --------------- | --------------- | ------ | -------------- | ------------------------------ |
| WK-kwalificatie   | 4               | 2               | 2      | 0              | 6 − 2                          |
| Vriendschappelijk | 1               | 0               | 1      | 0              | 1 − 1                          |
| Totaal            | 5               | 2               | 3      | 0              | 7 − 3                          |

## Details

### Eerste ontmoeting
| WK 2006 kwalificatie (Glasgow, Schotland, 8 september 2004): |       |          |
| Schotland                                                    | 0 – 0 | Slovenië |
|                                                              | goals |          |

### Tweede ontmoeting
| WK 2006 kwalificatie (Celje, Slovenië, 12 oktober 2005): |       |                                                        |
| Slovenië                                                 | 0 – 3 | Schotland                                              |
|                                                          | goals | 4' Darren Fletcher 47' James McFadden 84' Paul Hartley |

### Derde ontmoeting
| Vriendschappelijk (Koper, Slovenië, 29 februari 2012): |       |                      |
| Slovenië                                               | 1 – 1 | Schotland            |
| Andraž Kirm 33'                                        | goals | 39' Christophe Berra |
| - Debuut van Charles Mulgrew (Celtic) voor Schotland.  |       |                      |

### Vijfde ontmoeting
| WK 2018 kwalificatie (Ljubljana, Slovenië, 8 oktober 2017): |              | |
| Slovenië | 2 – 2        | Schotland |
| Roman Bezjak 52' Roman Bezjak 72' | goals        | 32' Leigh Griffiths 88' Robert Snodgrass |
| Srečko Katanec | bondscoach   | Gordon Strachan |
| Jan Oblak Aljaž Struna 46' Miha Mevlja Bojan Jokić Boštjan Cesar Rajko Rotman Jan Repas 46' Jasmin Kurtić Josip Iličič Benjamin Verbič Tim Matavž 89'                         | opstellingen | Craig Gordon 80' Kieran Tierney Andrew Robertson Charlie Mulgrew Christophe Berra Matt Phillips 79' James McArthur Darren Fletcher Barry Bannan 53' Chris Martin Leigh Griffiths |
| Roman Bezjak 46' Nejc Skubic 46' Amedej Vetrih 89' Jan Koprivec Vid Belec Matija Širok Antonio Mlinar Delamea Mitja Viler Andraž Šporar                                       | wissels      | 53' Ikechi Anya 79' Robert Snodgrass 80' Steven Fletcher Allan McGregor Jordan Archer Steven Whittaker Grant Hanley Liam Cooper John McGinn James Forrest                        |
| Rajko Rotman 57' Benjamin Verbič 90' | gele kaarten | 4' Kieran Tierney 65' James McArthur 83' Charlie Mulgrew 90' Christophe Berra |
| Boštjan Cesar 90+1', 90+2' | rode kaarten | |
| - Honderdste interland van Boštjan Cesar (Chievo Verona) voor Slovenië. - Laatste interland van beide bondscoaches, Gordon Strachan (Schotland) en Srečko Katanec (Slovenië). |              | |

SFA · A-internationals · Selecties · Bondscoaches · Statistieken · Schots vrouwenelftal · Brits olympisch elftal · Schotland U21 · Schotland U20 · Schotland U19 · Schotland U18 · Schotland U17 · Schotland U16 · Vrouwen U17
1872 – 1899 ·
1900 – 1919 ·
1920 – 1929 ·
1930 – 1939 ·
1940 – 1949 ·
1950 – 1959 ·
1960 – 1969 ·
1970 – 1979 ·
1980 – 1989 ·
1990 – 1999 ·
2000 – 2009 ·
2010 – 2019 ·
2020 − 2029
EK's: 1992 ·
1996 ·
2020 ·
2024
WK's: 1954 ·
1958 ·
1974 ·
1978 ·
1982 ·
1986 ·
1990 ·
1998
1872 ·
1873 ·
1874 ·
1875 ·
1876 ·
1877 ·
1878 ·
1878 ·
1879 ·
1880 ·
1881 ·
1882 ·
1883 ·
1884 ·
1885 ·
1886 ·
1887 ·
1888 ·
1889 ·
1890 ·
1891 ·
1892 ·
1893 ·
1894 ·
1895 ·
1896 ·
1897 ·
1898 ·
1899 ·
1900 ·
1901 ·
1902 ·
1903 ·
1904 ·
1905 ·
1906 ·
1907 ·
1908 ·
1909 ·
1910 ·
1911 ·
1912 ·
1913 ·
1914 ·
1915–1919 ·
1920 ·
1921 ·
1922 ·
1923 ·
1924 ·
1925 ·
1926 ·
1927 ·
1928 ·
1929 ·
1930 ·
1931 ·
1932 ·
1933 ·
1934 ·
1935 ·
1936 ·
1937 ·
1938 ·
1939 ·
1940–1945 ·
1946 ·
1947 ·
1948 ·
1949 ·
1950 ·
1951 ·
1952 ·
1953 ·
1954 ·
1955 ·
1956 ·
1957 ·
1958 ·
1959 ·
1960 ·
1960 ·
1961 ·
1962 ·
1963 ·
1964 ·
1965 ·
1966 ·
1967 ·
1968 ·
1969 ·
1970 ·
1971 ·
1972 ·
1973 ·
1974 ·
1975 ·
1976 ·
1977 ·
1978 ·
1979 ·
1980 ·
1981 ·
1982 ·
1983 ·
1984 ·
1985 ·
1986 ·
1987 ·
1988 ·
1989 ·
1990 ·
1991 ·
1992 ·
1993 ·
1994 ·
1995 ·
1996 ·
1997 ·
1998 ·
1999 ·
2000 ·
2001 ·
2002 ·
2003 ·
2004 ·
2005 ·
2006 ·
2007 ·
2008 ·
2009 ·
2010 ·
2011 ·
2012 ·
2013 ·
2014 · 
2015 · 
2016 · 
2017 ·
2018 ·
2019 ·
2020 ·
2021 ·
2022
Albanië ·
Argentinië · 
Armenië ·
Australië ·
België ·
Bosnië en Herzegovina ·
Brazilië ·
Bulgarije ·
Canada ·
Chili ·
Colombia ·
Congo-Kinshasa ·
Costa Rica ·
Cyprus ·
DDR ·
Denemarken ·
Duitsland ·
Ecuador ·
Egypte ·
Engeland ·
Estland ·
Faeröer ·
Finland ·
Frankrijk ·
Georgië ·
Gibraltar · 
GOS ·
Griekenland ·
Hongarije ·
Ierland ·
IJsland ·
Iran ·
Israël ·
Italië ·
Japan ·
Joegoslavië ·
Kazachstan ·
Kroatië ·
Letland ·
Liechtenstein ·
Litouwen ·
Luxemburg ·
Malta ·
Marokko ·
Mexico ·
Moldavië ·
Nederland ·
Nieuw-Zeeland ·
Nigeria · 
Noord-Ierland ·
Noord-Macedonië ·
Noorwegen ·
Oekraïne ·
Oostenrijk ·
Paraguay ·
Peru ·
Polen ·
Portugal ·
Qatar ·
Roemenië ·
Rusland ·
San Marino ·
Saoedi-Arabië ·
Servië ·
Slovenië ·
Slowakije · 
Sovjet-Unie ·
Spanje ·
Trinidad en Tobago · 
Tsjechië ·
Tsjecho-Slowakije ·
Turkije · 
Uruguay ·
Verenigde Staten ·
Wales ·
Wit-Rusland ·
Zuid-Afrika ·
Zuid-Korea ·
Zweden ·
Zwitserland
Engeland (2021) · 
Kroatië (2021) · 
Nieuw-Zeeland (1982) · 
Tsjechië (2021)
NZS · A-internationals · Bondscoaches · Selecties · Statistieken · Sloveens vrouwenelftal · Olympisch elftal · Slovenië U21 · Slovenië U20 · Slovenië U19 · Slovenië U18 · Slovenië U17 · Slovenië U16
1991 – 1999 ·
2000 – 2009 ·
2010 – 2019 ·
2020 − 2029
EK's: 1996 · 
2000 · 
2004 · 
2008 · 
2012 · 
2016 · 
2020 · 
2024
WK's: 1998 · 
2002 · 
2006 · 
2010 · 
2014 · 
2018 ·
2022
1991 · 
1992 · 
1993 · 
1994 · 
1995 · 
1996 · 
1997 · 
1998 · 
1999 · 
2000 · 
2001 · 
2002 · 
2003 · 
2004 · 
2005 · 
2006 · 
2007 · 
2008 · 
2009 · 
2010 · 
2011 · 
2012 · 
2013 · 
2014 · 
2015 · 
2016 · 
2017 · 
2018 ·
2019 ·
2020 ·
2021 ·
2022 ·
2023 ·
2024
Albanië ·
Algerije ·
Argentinië ·
Armenië ·
Australië ·
Azerbeidzjan ·
België ·
Bosnië en Herzegovina ·
Bulgarije ·
Canada ·
China ·
Colombia ·
Cyprus ·
Denemarken ·
Duitsland ·
Engeland ·
Estland ·
Faeröer ·
 Finland ·
Frankrijk ·
Georgië ·
Ghana ·
Gibraltar ·
Griekenland ·
Honduras ·
Hongarije ·
IJsland ·
Israël ·
Italië ·
Ivoorkust ·
Joegoslavië ·
Kazachstan ·
Kosovo ·
Kroatië ·
Letland ·
Litouwen ·
Luxemburg ·
Malta ·
Mexico ·
Moldavië ·
Montenegro ·
Nederland ·
Nieuw-Zeeland ·
Noord-Ierland ·
Noord-Macedonië ·
Noorwegen ·
Oekraïne ·
Oman ·
Oostenrijk ·
Paraguay ·
Polen ·
Portugal ·
Qatar ·
Roemenië ·
Rusland ·
San Marino ·
Saoedi-Arabië ·
Schotland ·
Servië ·
Servië en Montenegro ·
Slowakije ·
Spanje ·
Trinidad en Tobago ·
Tsjechië ·
Tunesië ·
Turkije · 
Uruguay ·
Verenigde Arabische Emiraten ·
Verenigde Staten ·
Wales ·
Wit-Rusland ·
Zuid-Afrika ·
Zweden ·
Zwitserland
Algerije (2010) · 
Engeland (2010) · 
Paraguay (2002) · 
Spanje (2002) · 
Verenigde Staten (2010) · 
Zuid-Afrika (2002)